# خرفار لينديجي
خرفار لينديجي (الاسم العلمي: Phalaris lindigii) هو نوع نباتي يتبع جنس الخرفار من فصيلة النجيلية.